# Liempde
Liempde est un village situé dans la commune néerlandaise de Boxtel, dans la province du Brabant-Septentrional. En 2009, le village comptait un peu plus que 4 800 habitants.
Le 1er janvier 1996, la commune de Liempde est rattachée à la commune de Boxtel.
Sa mairie est bâtie en 1787 par Hendrik Verhees.